# Тёйтерт, Марк
Марк Ян Хендрик Тёйтерт (нидерл. Mark Jan Hendrik Tuitert, род. 4 апреля 1980 года, Холтен, Рейссен-Холтен, Нидерланды) — нидерландский конькобежец, олимпийский чемпион 2010 года на дистанции 1500 метров и двукратный бронзовый призёр Олимпийских игр в командной гонке (2006 и 2010), чемпион и рекордсмен мира. Лучший спортсмен года 2010 года в Нидерландах.

## Биография
В 1998 году Марк Тёйтерт стал бронзовым призёром в многоборье, а в 1999 году — золотым на чемпионатах мира среди юниоров.
В 1999 году Марк Тёйтерт женился на Хелен ван Гозен (Helen van Goozen), которая в этом же году, также как и он завоевала звание чемпионки мира среди юниорок.
В 2003 году Тёйтерт — бронзовый призёр чемпионата Европы в многоборье.
В 2004 году Марк Тёйтерт завоевал звание чемпиона Европы в многоборье.
На чемпионатах мира 2004 и 2005 годов Тёйтерт завоевывал бронзовые медали на дистанции 1500 метров.
В 2005 году Тёйтерт стал чемпионом Нидерландов в многоборье.
На чемпионате мира 2005 года в Инцелле он стал чемпионом мира в командной гонке преследования.
Марк Тёйтерт участвовал в зимних Олимпийских играх 2006 года в Турине и завоевал бронзовую медаль в командной гонке преследования.
Наибольшего успеха Тёйтерт добился на зимних Олимпийских играх 2010 года в Ванкувере, завоевав золотую медаль на дистанции 1500 метров с результатом 1:45,57, опередив на 0,53 секунды считавшегося фаворитом американца Шани Дэвиса. Тёйтерт стал первым с 1972 года голландцем, выигравшим эту дистанцию на Олимпийских играх.
В начале сезона 2012013 из-за травмы не принял участия на чемпионате Нидерландов и не смог отобраться для участия на этапах Кубка мира.

## Лучшие результаты
Лучшие результаты Марка Тёйтерта на отдельных дистанциях:
- 500 метров — 35,43 (7 марта 2009 года, Солт-Лейк-Сити)
- 1000 метров — 1:07,94 (11 ноября 2007 года, Солт-Лейк-Сити)
- 1500 метров — 1:42,87 (16 ноября 2007 года, Калгари)
- 3000 метров — 3:41,16 (12 августа 2005 года, Калгари)
- 5000 метров — 6:27,63 (9 января 2004 года, Херенвен)
- 10 000 метров — 13:38,91  (11 января 2004 года, Херенвен)
- Многоборье — 151,536 (8 февраля 2004 года, Хамар)

## Мировые рекорды
Марк Тёйтерт установил четыре мировых рекорда, три из которых для юниоров:
- 1500 метров — 1:48,45 (19 марта 1999 года, Калгари), рекорд для юниоров
- 3000 метров — 3:48,56 (19 марта 1999 года, Калгари), рекорд для юниоров
- 5000 метров — 6:33,26 (20 марта 1999 года, Калгари), рекорд для юниоров
- Многоборье — 151,691 (11 января 2004 года, Херенвен)